# 스물일곱송이 장미
"스물일곱송이 장미"는 1992년에 개봉한 대한민국의 영화이고 에로스타 유혜리 (본명 최수연)(조경자 역) 우연희(본명 심은우)(조명자 역)가 해당 영화를 통해 연기변신을 시도했으며 신승수 감독이 해당 영화(스물일곱살의 젊은 패션디자이너가 직장 상사와의 사랑실패를 딛고 자신의 전문성을 살려 사회적으로 성공) - 《아래층 여자와 윗층 남자》(자존심 강하고 이기적인 여자가 같은 또래의 남자와 결혼하여 종래의 남성 중심의 가정생활에 반기를 들고 결혼의 진정한 의미를 일깨움)를 통해 변화(기존 틀을 깨는 젊은 여성을 주인공으로 내세움)를 시도했는데   두 영화는 신승수 감독이 즐겨쓰던 사실적인 연출방식에서 희화적으로 바뀐 공통점이 있었다.
한편, 미국·홍콩영화를 비롯한 외화가 1992년 신춘 국내극장가를 석권했던 터라 해당 영화 개봉(1992년 3월 28일) 당시  해당 영화를 빼면 시내 개봉관이 외화일색으로 물드는 기현상이 빚어져 2056명의 관객을 동원하는 데 그쳤고 우연희(본명 심은우)(조명자 역)는 해당 영화를 끝으로 연기활동을 접었다.

## 캐스팅
- 유혜리 : 조경자 역
- 나한일 : 노상서 역
- 우연희 : 조명자 역
- 장승화 : 김 실장 역
- 방은희 : 미쓰 송 역
- 김일우 : 흥신소사내 역
- 이기봉 : 닥터 흥 역
- 문미봉 : 경자의 모 역
- 신찬일 : 소장 역
- 안진수 : 입찰업자 역
- 박민호 : 교수 역
- 유경애 : 귀부인 역
- 유현종 : 지점장 역
- 전일범 : 미쓰 송 남편 역
- 홍성연 : 중개인 역
- 김세동 : 미스터 안 역
- 허준호 : 승진 역
- 전무송 : 경자의 부 역 (특별출연)